# 스윗튠
스윗튠(Sweetune)은 대한민국의 음악 프로듀싱 팀으로, 한재호, 김승수, 송수윤, 이창현, YUE, 고남수, 안준성, 홍승현, 정병규, 한보람, 이형석, 12인의 프로듀서, 작곡가, 작사가로 구성되어 있다.

## 작품
- SMAP : 《We are SMAP!》
  - FEEL IT*
- 카라
  - 《SBS 강남엄마 따라잡기 O.S.T》
    - Fighting*

  - 《미니 1집 1st Mini Album》
    - Rock U, 이게 뭐야, Good Day*

  - 《Good Day 시즌 2》
    - Good Day 시즌 2*, Good Day 시즌 2 (Inst.)

  - 《미니 2집 Pretty Girl : 2nd Mini Album》
    - Honey, Pretty Girl

  - 《스페셜 에디션 Honey》
    - Honey, 이게 뭐야(Plastic Ver.), Good Day 시즌 2

  - 《아이뮤지션》
    - 똑같은 맘

  - 《꽃보다 남자 OST Part 2》
    - Love is Fire

  - 《정규 2집 Revolution》
    - Mr., Wanna*, 마법, Take A Bow, 똑같은 맘

  - 《미니 3집 Lupin》
    - Tasty Love, Lupin, Umbrella

  - 《미니 4집 Jumping》
    - Love is, Jumping, Burn, Binks

  - 《We're With You》
    - We're with you*, We're with you (Remix)

  - 《정규 3집 KARA 3rd Album STEP》
    - STEP

  - 《미니 5집 KARA 5th Mini Album 'PANDORA'》
    - Way, Pandora, 그리운 날엔

  - 《KARA Solo Collection》
    - 백일몽, Guilty, Lost(Feat.정진운)

  - 《정규 4집 KARA 4th Album 'Full Bloom'》
    - 숙녀가 못 돼
- 인피니트
  - 《First Invasion》
    - She's Back*

  - 《Evolution》
    - BTD (Before the Dawn), Hysterie, Can U Smile

  - 《Inspirit》
    - Nothing's Over, Shot, Can You Smile (Remake)

  - 《1집 OVER THE TOP》
    - 내꺼하자, 3분의 1, Julia, Amazing

  - 《1집 Paradise》
    - 파라다이스 (Paradise), Cover Girl

  - 《하얀 고백 (Lately)》
    - 하얀 고백 (Lately)

  - 《Infinitize》
    - 추격자, 그 해 여름, 눈물만, 네가 좋다

  - 《New Challenge》
    - Welcome To Our Dream, Man in Love (남자가 사랑할때), 이보다 좋을 순 없다., 그리움이 닿는 곳에, 60초 (INFINITE Ver.), 불편한 진실

  - 《엄마가 뭐길래 OST Part 1》
    - 환상그녀

  - 《Galaxy Music》
    - Request(리퀘스트)

  - 《2집 Season 2》
    - Last Romeo

  - 《그 해 여름 (두번째 이야기)》
    - 그 해 여름 (두번째 이야기)

- 김성규
  - 《Another Me》
    - 60초, 눈물만(Acoustic Ver.)
- f(x) : 《피노키오 (PINOCCHIO)》
  - 아이 (Love)
- 레인보우
  - 《Gossip Girl》
    - I Believe

  - 《A》
    - A

  - 《Mach》
    - Mach
- 나인뮤지스
  - 《Figaro》
    - Figaro*

  - 《NEWS》
    - News

  - 《Sweet Rendezvous》
    - 넌 뭐니, Ticket

  - 《DOLLS》
    - Dolls, 쳐다만 봐

  - 《WILD》
    - WILD, Action, 사는 사람, 휴지 조각

  - 《Prima Donna》
    - 건 (Gun), A Few Good Man, 천생여자, Last Scene
- 보이프렌드
  - 《내 여자 손대지마》
    - 내 여자 손대지마, 점점점*

  - 《I'll be there》
    - 내가 갈게 (I'll be there), 혼자가 아닌 둘*

  - 《Love Style》
    - Love Style (러브스타일), 소나기, 쉽게 보지마

  - 《Be my shine ~君を離さない~》※일본데뷔싱글
    - Be my shine ~君を離さない~

  - 《야누스》
    - 야누스 (Janus), Go Back

  - 아이야 (I Yah)
    - 아이야 (I Yah)

  - On & On (온앤온)
    - On & On (온앤온)

  - 《SEVENTH MISSION》 ※일본1집앨범
    - Be my shine ~君を離さない~
    - MY LADY ～冬の恋人～
- 스피카
  - 《러시안 룰렛 (Russian Roulette)》
    - 러시안 룰렛 (Russian Roulette)

  - 《Lonely》
    - Lonely

  - 《Ghost》
    - Ghost
- 《KBS 빅 O.S.T.》
  - 비스트 미운사람
- 《2012 SBS 가요대전 The Color Of K-Pop : Dramatic Blue》
  - 드라마틱 블루 눈물나게 아름다운
- 베이비소울 :
  - 《남보다 못한 사이》
    - 남보다 못한 사이 (Feat. 휘성)
- 유지애:
  - 《Delight》
    - Delight
- 러블리즈:
  - 《SANCTUARY》
    - 찾아가세요

  - 《치유》
    - 그날의 너
- 스텔라
  - 《공부하세요》
    - 공부하세요

  - 《Marionette》
    - 마리오네트 (Marionette)

  - 《Mask》
    - Mask

  - 《멍청이》
    - 멍청이 (Fool)

  - 《떨려요》
    - 떨려요
- 테이 : 《5집 The Note》
  - 좋아합니다
- 《순애보 - 달콤한 나의 도시 O.S.T.》
  - 이지형 - 문라이트
  - 채동하 - 순애보
  - 8eight - 달콤한 나의 도시
- 서지영 : 《1집 Listen To My Heart》
  - Sweet Love, 하얀 일기, Stay in Me, 그대뿐인 거겠죠, 그대 그리운 날에*, 몸살, 안녕.. 내 사랑*
- 《KBS 봄의 왈츠》
  - 바다 - 무지개*
- SS501
  - 《넌 나의 천국》
    - 넌 나의 천국, 넌 나의 천국 (Inst.)

  - 《Find》
    - 넌 나의 천국, Find, 넌 나의 천국 (Inst.), Find (Inst.), 사랑해X5, 고맙다(accoustic Ver.)

  - 《SS501 Special Album U R Man》
    - I Am

  - 《F4 스페셜 에디션 2》
    - Sometime

  - 《SS501 Collection 2》
    - 하면은 안돼 (Feat.지선) (정민 Solo)

  - 《악녀일기 OST》
    - Lonely Girl
- 허영생
  - 《MBC 친구, 우리들의 전설 O.S.T.》
    - 눈물을 지워가

  - 《LET IT GO》
    - LET IT GO (Feat.현아)

  - 《LIFE》
    - 작업의 정석
- 김현중 : 《고맙다》
  - 고맙다*[1]

- 유승찬 : 《PICTURES》
  - 니가 그립다*
- KUHO : 《Missing You》
  - Missing You*
- FUNNY : 《FUNNY》
  - Miracle*
- FORTE : 《Happy Chiar》
  - White Season
- 강균성&니콜 : 《해피엔드》
  - 해피엔드
- 춘자 : 《춘자》
  - 행복의 시작
- 클릭비(Click-B) :
  - 《The Best Of Click-B》
    - Never Say

  - 《정규 4집 Cowboy》
    - Still
- 김동완 : 《The Secret》
  - Honey (feat. ERIC)*
- 홀라당 : 《SPOTLIGHT》
  - 비트윈*,
- 이기찬
  - 《7집 Natural》
    - 꿈 같은 그대

  - 《9집 Para Ti》
    - 너에게로 날다 (with 알렉스, 이기찬, 별, 화요비)

  - 《Stage #1》
    - 오늘이 지나면

  - 《10집 Singing All My Song For You》
    - 너는 모르지, 한눈으로 사랑을 보다
- 에이스타일
  - 《KBS 꽃보다 남자 O.S.T. part 2.》
    - 아쉬운 마음인 걸*

  - 《Dynamite》
    - Dynamite*
- 미야 : 《KBS 헬로! 애기씨 O.S.T.》
  - Stay by my side, Stay by my side (Orch ver)
- 《달려라 고등어 O.S.T.》
  - JUST - RUN
  - 더더밴드 - Find A Way, Find A Way (Acoutic Version)
- 이시영 : 《지지리》
  - 지지리
- 아담 : 《Genesis》
  - 혼자서
- 나비드 : 《Tell Me The World》
  - Say*
- 브라운 아이드 걸스 : 《Festa On Ice 2010》
  - Magic*
- 하리수 : 《HARISU》
  - BABY BOO, Only One, Secret
- 《SBS 불량 커플 O.S.T.》
  - 투썸 - 어떻게 우리가*
- 《악녀일기 O.S.T. Special Edition》
  - 에이미&바니 - 악녀일기*
- 《MBC 늑대 O.S.T.》
  - 나윤권 - COME BACK TO ME*
- 《MBC 강적들 O.S.T.》
  - As One - COME ON B.B*
- 투썸
  - 《1집 Two Some》
  - 어떻게 우리가 (Bossa Version)*, 도와주세요*, Say, 잘 지내나요, 별자리
- 《SBS 사랑해 O.S.T.》
  - 린 - 아나요
  - 세이 - 바래요
  - 하근영 - 아나요 (Piano Solo versoin)
- 베이지 : 《1.5집 XOXO》
  - 지지리*
- 리트머스 : 《A Love Idea》
  - 빨간 토마토, Blue
- SOL : 《Destiny》
  - 그대만 모르죠 (Come back to Me), IN THE MIDDLE OF THE NITE
- 소찬휘 : 《The True》
  - 늘
- 손상미 : 《Son》
  - No Make Up
- 밀크 : 《With Freshness》
  - Sad Letter, Reason
- 슈가
  - 《Shine》
    - 못난이 (Unpretty), Just For My Love

  - 《Sweet Lips》
    - Only One, No way
- 《2004 Summer Vacation In SMTOWN．COM 'Hot Mail (여름편지)》
  - 다나 - Baby Come Tonight
- 핑클 : 《I'll be loving you forever》
  - Fortune (for 春)
- 《KBS 못된 사랑 O.S.T.》
  - JUST - 중독
- 일급비밀
  - 《Time's Up》
    - She

## 같이 보기
- 한재호 (작곡가)